# Xã Vernon, Quận Clinton, Ohio
Xã Vernon (tiếng Anh: Vernon Township) là một xã thuộc quận Clinton, tiểu bang Ohio, Hoa Kỳ. Năm 2010, dân số của xã này là 2.997 người.